# Orfismo (arte)

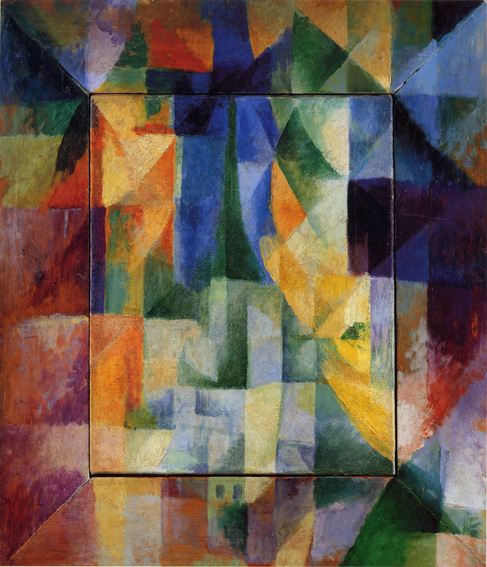
Robert Delaunay, Ventanas simultáneas en la ciudad, 1912, Kunsthalle de Hamburgo.

El orfismo o cubismo órfico, término acuñado por el poeta francés Guillaume Apollinaire en 1912, fue una rama del cubismo centrada en la abstracción pura y los colores vivos, influida por el fauvismo, los escritos teóricos de Paul Signac, Charles Henry y el químico de tintes Michel Eugène Chevreul. Este movimiento, considerado clave en la transición del cubismo al arte abstracto, fue impulsado por František Kupka, Robert Delaunay y Sonia Delaunay, que relanzaron el uso del color durante la fase monocromática del cubismo. El significado del término orfismo era impreciso cuando apareció por primera vez y sigue siendo hasta cierto punto vago.

## Historia

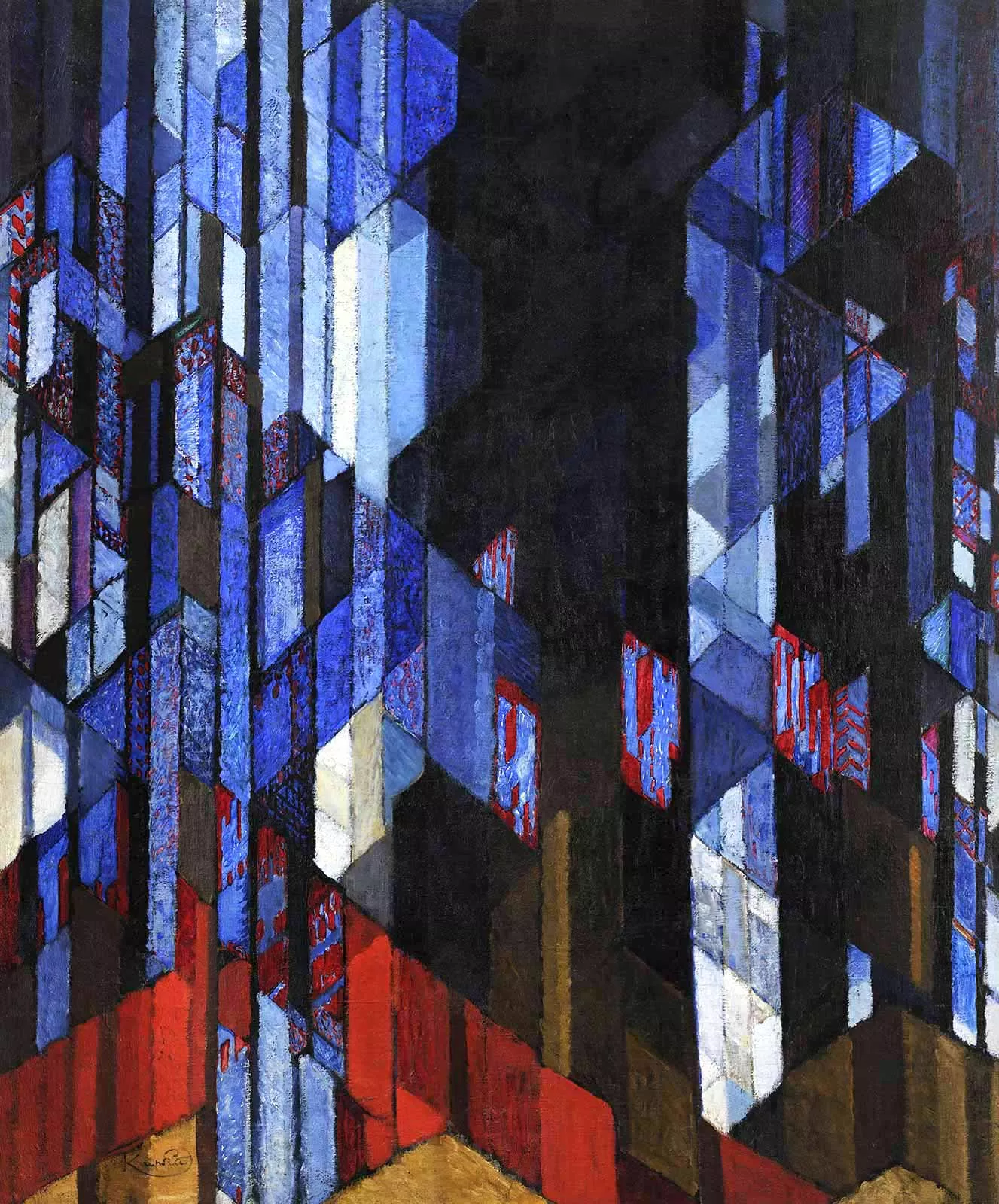
František Kupka, Katedrála (La Catedral), 1912-13, pintura al óleo, 180 x 150 cm, Museo Kampa, Praga, República Checa

Los orfistas tenían sus raíces en el cubismo, pero tendían hacia una abstracción lírica pura. Veían el arte como la unificación de la sensación y el color. Más preocupados por la sensación, comenzaron con temas reconocibles, representados con estructuras abstractas. El orfismo pretendía eliminar los temas reconocibles concentrándose exclusivamente en la forma y el color. El movimiento también se esforzaba por alcanzar los ideales del Simultanismo: interminables estados interrelacionados del ser.
La descomposición de la luz espectral en la teoría del color neoimpresionista de Paul Signac y Charles Henry desempeñó un papel importante en el desarrollo del orfismo. Robert Delaunay, Albert Gleizes y Gino Severini conocieron personalmente a Henry. Matemático, inventor y esteticista, Charles Henry era amigo íntimo de los escritores simbolistas Félix Fénéon y Gustave Kahn. También conoció a Seurat, Signac y Pissarro, a los que conoció durante la octava y última exposición impresionista de 1886.
Henry llevó la teoría de la asociación emocional en el ámbito del arte: algo que acabó influyendo en los neoimpresionistas. Henry y Seurat estaban de acuerdo en que los elementos básicos del arte —línea, color y forma—, como las palabras, podían tratarse independientemente, cada uno con su propia cantidad abstracta, independientes entre sí, o al unísono, según la intención del artista. «Seurat sabe bien», escribió Fénéton en 1889, «que la línea, independientemente de su papel topográfico, posee un valor abstracto evaluable», además de las partículas de color, y la relación con la emoción del espectador. La teoría subyacente al Neoimpresionismo tuvo un efecto duradero en las obras de Delaunay. Los neoimpresionistas habían logrado establecer una base científica objetiva para su pintura en el ámbito del color, pero sólo en lo que respecta al espectro de la luz (en el caso de los pigmentos de la pintura el resultado fue menos científico). Los cubistas emplearon finalmente la teoría en cierta medida en el color, la forma y la dinámica.
Los simbolistas percibían a Orfeo, de la mitología griega, como el artista ideal. En 1907, Apollinaire escribió Bestiaire ou cortège d'Orphée, que simboliza a Orfeo como poeta y artista místico e influyente, tal como los simbolistas. La voz de la luz que Apollinaire mencionaba en sus poemas era una metáfora de las experiencias interiores.

## Apollinaire
Apollinaire mencionó el término orfismo en un discurso pronunciado en el Salón del grupo de Puteaux en 1912, refiriéndose a la pintura pura de František Kupka. En su obra de 1913 Les Peintres Cubistes, Méditations Esthétiques, Apollinaire describió el orfismo como

El arte de pintar nuevas totalidades con elementos que el artista no toma de la realidad visual, sino que crea enteramente por sí mismo. [...] Las obras de un pintor órfico deben transmitir un 'placer estético imperturbable', una estructura significativa y un significado sublime.
Meditaciones estéticas.

El orfismo representaba una nueva forma de arte, al igual que la música lo era para la literatura. Estas analogías podían verse en los títulos de cuadros como Amorpha: Fuga en dos colores (1912) de Kupka; Danza en la fuente (1912) de Francis Picabia, y Über das Geistige in der Kunst (1912) de Vasili Kandinski. Kandinski describió las relaciones entre el sonido y el color. Robert Delaunay se ocupó del color y la música, y expuso con Der Blaue Reiter a petición de Kandinski. Las pinturas cada vez más abstractas de Fernand Léger y Marcel Duchamp también fueron tratadas como orfistas por Apollinaire.

## Exhibiciones
El Salón del grupo de Puteaux de 1912 fue la primera exposición que presentó el orfismo al público en general. En marzo de 1913, el orfismo fue expuesto en el Salón de los Independientes en París. En su reseña del salón en Monschau (29 de marzo de 1913), Apollinaire aboga por la abolición del cubismo en favor del orfismo: «Si el cubismo está muerto, viva el cubismo. ¡El reino de Orfeo está cerca!»
El Primer Salón de Otoño Alemán (Erster Deutscher Herbstsalon, Berlín) de 1913, organizado por Herwarth Walden de Der Sturm, expuso muchas obras de Robert y Sonia Delaunay, L'Oiseau bleu de Jean Metzinger (1913, Musée d'Art Moderne de la Ville de Paris), Les Joueurs de football de Albert Gleizes (1912-13, National Gallery of Art), pinturas de Picabia y Léger, junto con varias obras futuristas. A partir de esta exposición se la relación de Apollinaire con R. Delaunay se enfrió, a raíz de unas observaciones con Umberto Boccioni sobre la ambigüedad de la «simultanidad». Apollinaire dejó de utilizar el término orfismo en sus escritos posteriores y comenzó a promocionar en su lugar a Picabia, a Oleksandr Arjípenko y los conceptos futuristas.

## Los Delaunay

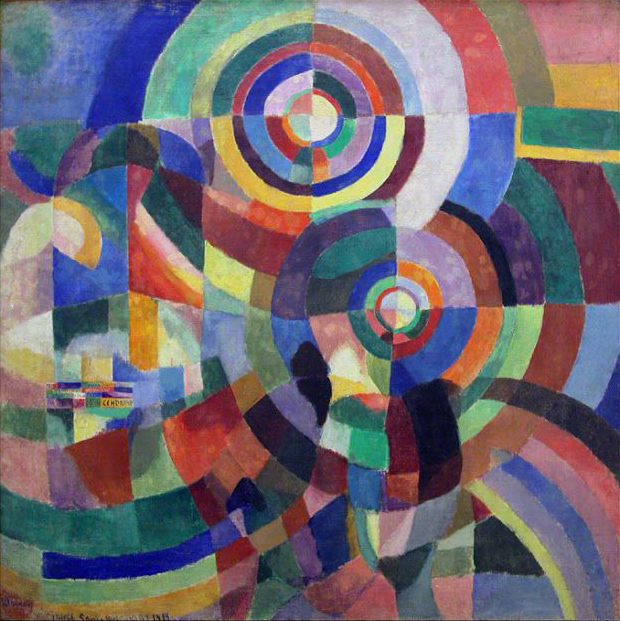
Sonia Delaunay, Prismes électriques, 1914, pintura al óleo, 250 x 250 cm, Museo Nacional de Arte Moderno, París

Sonia Delaunay y su esposo, Robert Delaunay, siguieron siendo los principales protagonistas del movimiento órfico. Sus primeras obras se enfocaban en los colores fauvistas, de variada abstracción; como la Mujer finlandesa de Sonia, de 1907, y Paysage au disque de Robert, de 1906. La primera se basaba en colores puros, la segunda en pinceladas de color y tipo mosaico pintadas bajo la influencia de Jean Metzinger, también neoimpresionista (con componentes muy divisionistas y fauvistas) en aquella época.
Aunque el orfismo se disolvió efectivamente antes de la Primera Guerra Mundial, los pintores estadounidenses Patrick Henry Bruce y Arthur Burdett Frost, dos de los alumnos de R. Delaunay, se embarcaron en una forma de arte similar desde 1912 en adelante. Los sincromismo Morgan Russell y Stanton Macdonald-Wright escribieron sus propios manifiestos en un intento de diferenciarse del orfismo de los Delaunay.

## Características
- Exaltación del color puro, que es «forma y tema».
- Prescinde de la identificación del espacio pictórico.
- Sustituye gradualmente las imágenes de la naturaleza por la denominación que se aplica a la corriente artística.
- Es abstracto